# Nils Theuninck
Nils Theuninck (Pully, 21 de diciembre de 1996) es un deportista suizo que compite en vela en la clase Finn. Ganó una medalla de bronce en el Campeonato Europeo de Finn de 2021.

## Palmarés internacional
| \| Campeonato Europeo \| Campeonato Europeo \| Campeonato Europeo \| Campeonato Europeo \| \| Año \| Lugar \| Medalla \| Clase \| \| ------------------ \| -------------------- \| ------------------ \| ------------------ \| \| 2021 \| Vilamoura (Portugal) \| Medalla de bronce \| Finn \| |                      |                   |       |
| Campeonato Europeo |                      |                   |       |
| Año | Lugar                | Medalla           | Clase |
| 2021 | Vilamoura (Portugal) | Medalla de bronce | Finn  |